# Haast-hágó
A Haast-hágó az új-zélandi Déli-Alpokon át vezető egyik hegyi útvonal legmagasabb része, Otago régió és West Coast régió határán. Nevét Julius von Haast, 19. századi felfedezőről és geológusról kapta, aki az új-zélandi Canterbury tartományi kormányzat megbízásából tevékenykedett. A hágót már a maori bennszülöttek is ismerték, de nem használták rendszeresen.
Ez a hágó az egyike annak a háromnak, ami keresztezi a Déli-Alpok vízválasztóját; a másik kettő Lewis-hágó és az Arthur-hágó. A hágón át vezető 6-os számú állami főútvonalat (State Highway 6) 1966-ban építették ki és 1995-ben kapott pormentes burkolatot. 

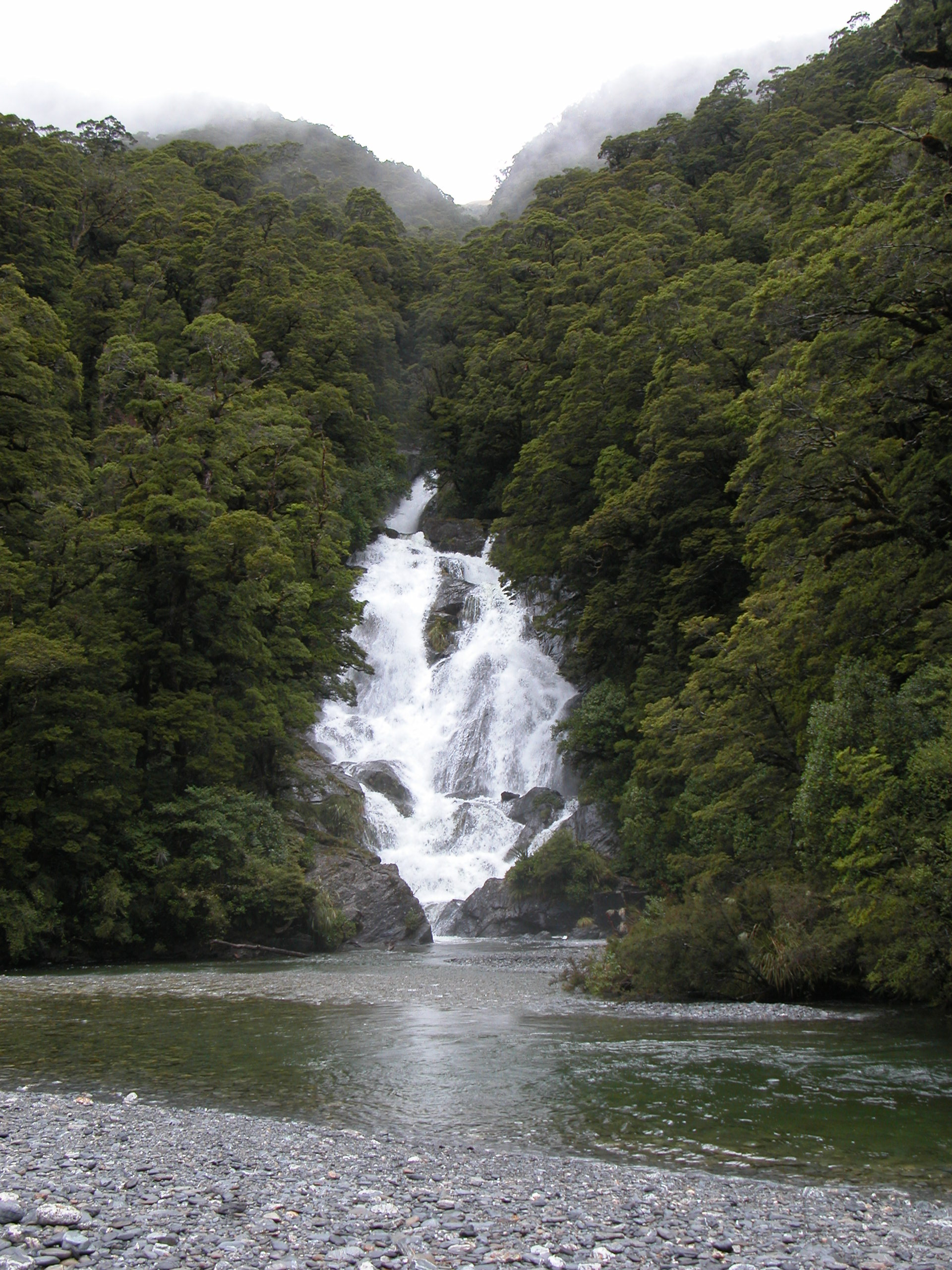
Vízesés a Haast-hágóban

562 méteres tengerszint feletti magasságával ez a legalacsonyabb a Dél-Alpokat átszelő hágók között. Környéke azonban ritkán lakott, ezért a forgalom nem sűrű. A tengerparti Haast település és az otagoi Makarora település közötti 80 kilométeren egyáltalán nincs lakott hely. A hágó két oldalán a Tasman-tenger felé a Haast folyó, az ellenkező oldalon a Makarora folyó indul útjára. Az út nagyrészt érintetlen Nothofagus (déli bükkfa) erdőkön át vezet a Mount Aspiring Nemzeti Park területén.

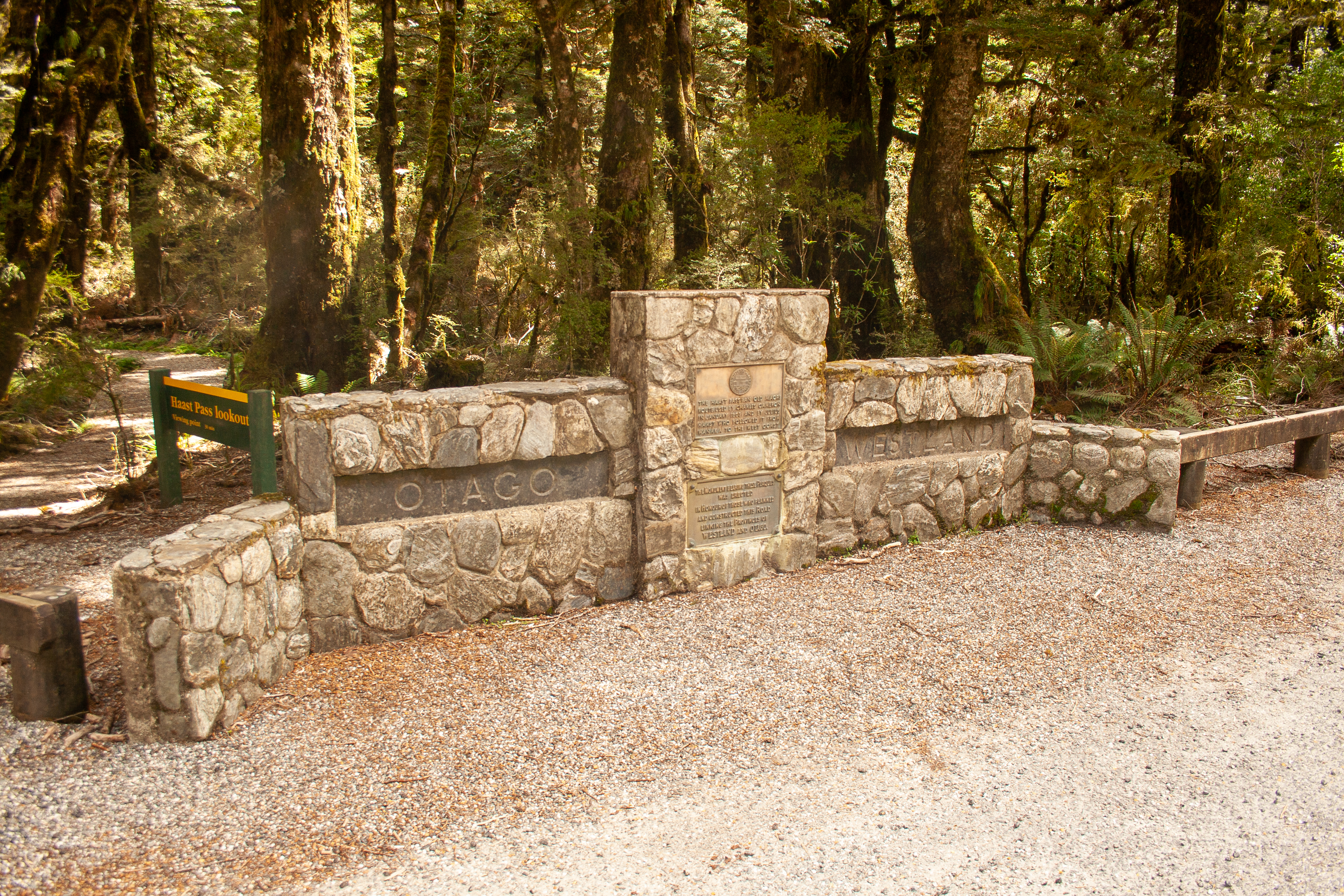
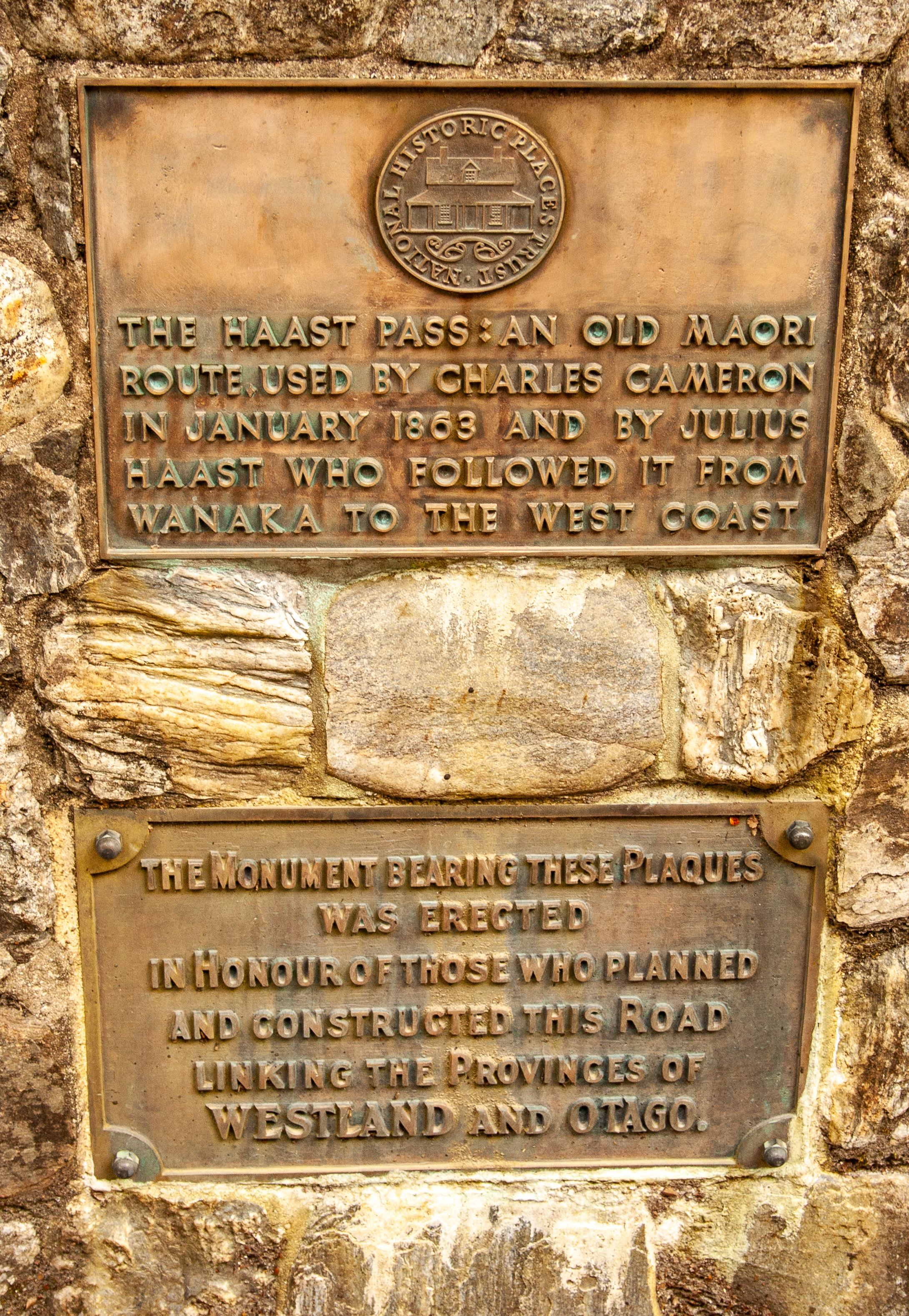
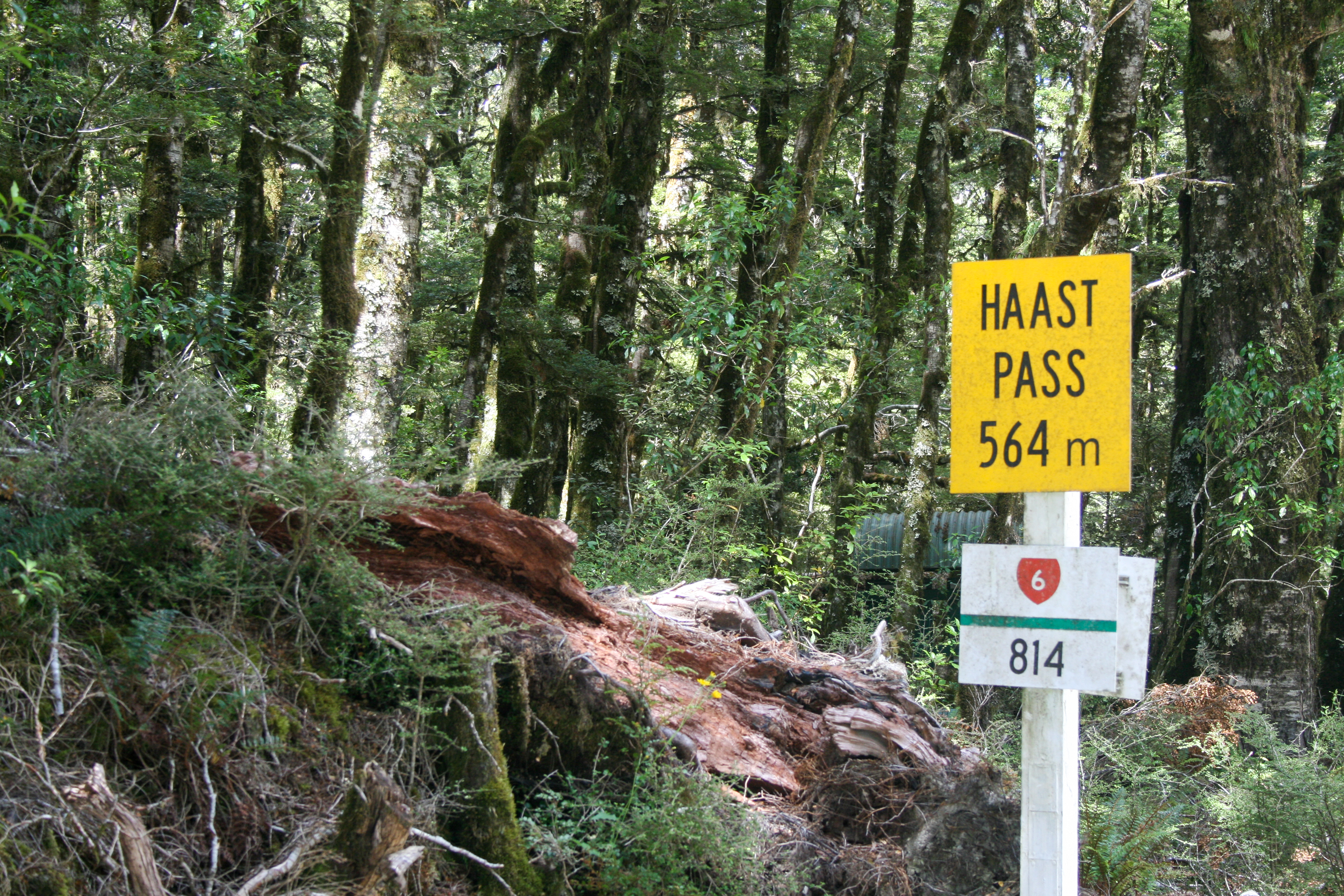

## Fordítás
- Ez a szócikk részben vagy egészben a Haast Pass című angol Wikipédia-szócikk ezen változatának fordításán alapul.  Az eredeti cikk szerkesztőit annak laptörténete sorolja fel. Ez a jelzés csupán a megfogalmazás eredetét és a szerzői jogokat jelzi, nem szolgál a cikkben szereplő információk forrásmegjelöléseként.